# رحيم خان (أختاتشي محالي)
رحيم خان (بالفارسية: رحیم‌خان) هي قرية تقع في إيران في أذربيجان الغربية. يقدر عدد سكانها بـ 1,738 نسمة .